# Polkovnik Zjeljazovo
Polkovnik Zjeljazovo (Bulgaars: Полковник Желязово) is een dorp in Bulgarije. Het is gelegen in de gemeente Kroemovgrad in de oblast Kardzjali. Tot 1934 heette het dorp Kara Demirler. Het dorp ligt hemelsbreed 31 km ten zuidoosten van de stad Kardzjali en 237 km van de hoofdstad Sofia.

## Bevolking
Op 31 december 2020 telde het dorp 672 inwoners, een stijging ten opzichte van het maximum 523 inwoners in 1934, maar een daling ten opzichte van het maximum van 982 personen in 1985.
| Bevolkingsontwikkeling tussen 1934 en 2020          |
| --------------------------------------------------- |
|                                                     |
| Bron: Nationaal Statistisch Instituut van Bulgarije |

Het dorp wordt grotendeels bewoond door etnische Turken, gevolgd door een significante minderheid van Bulgaren. Een groot deel van de bevolking heeft geen etnische achtergrond gespecificeerd in de volkstelling van 2011. Dit deel van de bevolking bestaat voorla uit geïslamiseerde Bulgaren, ook wel Pomaken genoemd in de volksmond.
| Etnische samenstelling van de respondenten (2011) | Etnische samenstelling van de respondenten (2011) | Etnische samenstelling van de respondenten (2011) | Etnische samenstelling van de respondenten (2011) | Etnische samenstelling van de respondenten (2011) |
| ------------------------------------------------- | ------------------------------------------------- | ------------------------------------------------- | ------------------------------------------------- | ------------------------------------------------- |
|                                                   |                                                   |                                                   |                                                   |                                                   |
| Bulgaren                                          | Bulgaren                                          |                                                   | 19,5%                                             | 19,5%                                             |
| Turken                                            | Turken                                            |                                                   | 64,0%                                             | 64,0%                                             |
| Roma                                              | Roma                                              |                                                   | 0,0%                                              | 0,0%                                              |
| Anders/Onbekend                                   | Anders/Onbekend                                   |                                                   | 16,5%                                             | 16,5%                                             |